# 사일리지

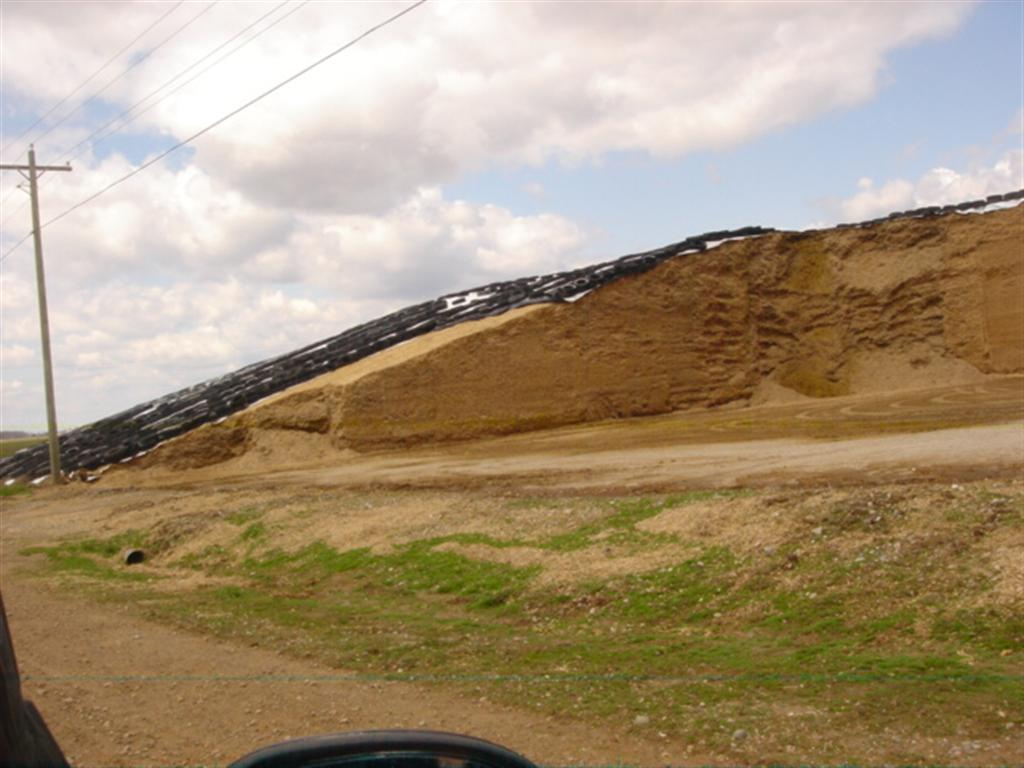

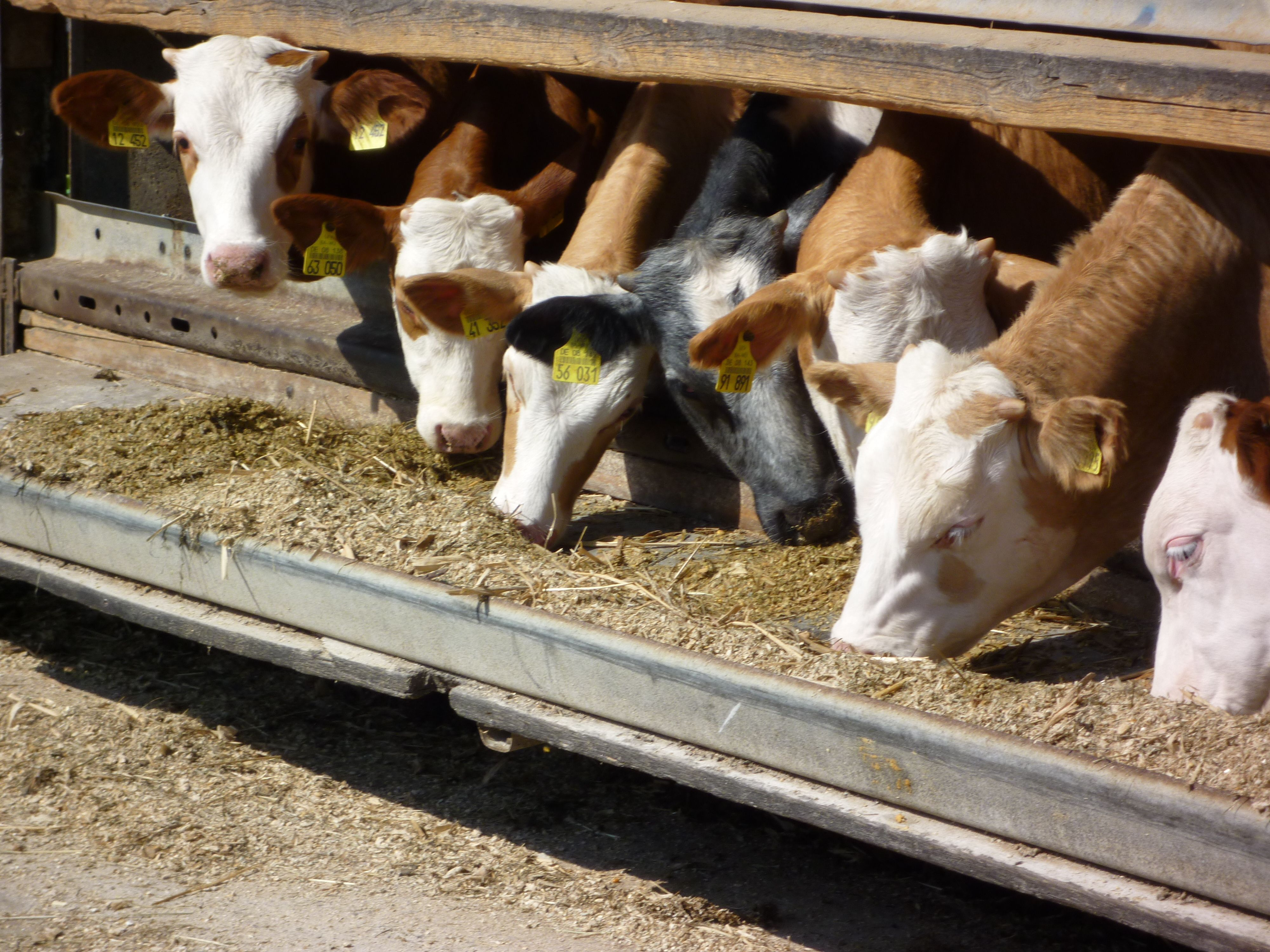
사일리지를 먹는 가축

사일리지(silage)는 녹색 잎작물로 만들어 발효에 의해 보존되는 먹이의 일종이다. 소, 양, 그리고 기타 반추동물에게 먹일 수 있다. 사일리지는 보통 옥수수, 수수새, 기타 곡류를 포함한 벼과 작물로 만든다. 
사일리지 가격은 대체로 5~7만 원 선이며, 이는 대부분의 분량을 수입으로 충당해야 하는 합성 사료 가격의 20% 수준으로 농가 비용 절약에 큰 도움이 된다고 한다. 단순히 볏짚 폐기를 목적으로 만들어진 물건이 아닌 데다, 습한 환경에서 발효가 이루어지는 만큼 동물에게 유해한 곰팡이도 많이 서식하기 때문에, 사일리지에 물리적인 손상을 입히거나 도둑질하면 소유주에게 배상한다. 만약에 갈 일이 생긴다면 되도록 건드리지 말아야한다. 그리고 사일리지 랩핑이나 비닐을 소각하면 건강에도 악영향이 있으며 산불이 발생할 수 있다.

## 같이 보기
- 아르투리 일마리 비르타넨
- 붉은토끼풀